# Zumpango del Río
Zumpango del Río (del náhuatl: Tzompantli, Tzom, Pantli ‘Calavera, lugar o bandera’‘Lugar o bandera de calaveras’), conocida simplemente como Zumpango, es una ciudad mexicana del estado de Guerrero. Es cabecera del municipio de Eduardo Neri, en la región Centro de dicha entidad. Se encuentra a 216 kilómetros de la Ciudad de México.
Es la octava ciudad más poblada del estado acumulando un total de 27,944 habitantes en 2020, de acuerdo con el último conteo y delimitación oficial realizada en 2010 en conjunto por el Instituto Nacional de Estadística y Geografía, el Consejo Nacional de Población y la Secretaría de Desarrollo Social.
A la ciudad la atraviesa la Carretera Federal 95 (México-Acapulco), se localiza a unos 12.8 kilómetros (7 millas) al noreste de la ciudad de Chilpancingo de los Bravo, capital del estado, y a 265 kilómetros de la Ciudad de México y se encuentra a 1.133 metros (3.582 pies) de altitud.

## Toponimia
Referente al códice Mendocino, la palabra Zumpango se deriva del vocablo náhuatl: Teopanca, significa “donde está al Tlapamtli”, que a su vez quiere decir “la percha donde se colocaban las calaveras de los sacrificios”. Otra versión en relacionada con la palabra Zumpango es la del nombre de un árbol llamado Tzompantli que también viene del Náhuatl, significa "Tzom": Calavera y "Pantli": lugar o bandera, que junto dice:Lugar o bandera de calaveras.
Las definiciones del nombre dan a entender que se debe a que en el pasado fue lugar de algunas de las batallas del rey Axayácatl, quien gobernó durante 1469 a 1481. Se asegura que Zumpango tuvo sede de una de estas batallas, derrotando a los yopes, quiene entonces habitaban estas tierras, y que después tuvieron que replegarse hacia la Costa Chica y La Montaña. Una evidencia de esto es que los últimos torreones de los aztecas estabn instalados en cerros cercanos a la población de Quechultenango, límite del antiguo territorio azteca.
Del Río, este agregado se le dio por su ubicación y nacimiento a orillas de un arroyo que los antiguos pobladores llamaban "Tetelzín", una palabra del náhuatl que viene de la palabra "Choptenzinn" que quiere decir: río pequeño.

## Historia

### Época prehispánica
La historia de este lugar se remonta a la época de Axayácatl, cuyos soldados probablemente fundaron este pueblo.
Zompanco (como se le llamaba), se fundó aproximadamente en el año 1000 a. C., fundado por grupos Olmecas, quienes vivían de la agricultura gracias al abundante agua de los manantiales de "la ciénega" que hay al sur de la actual ciudad. Al ser sometidos por los españoles durante la conquista, los nativos son obligados a abandonar el cerro en el que vivían para establecerse en el valle.

### Época virreinal
Aproximadamente en el año 1530 llegan a este lugar los españoles con motivo de la explotación de minas. En 1526 las minas de plata y oro fueron descubiertas por Rodrigo de Tamara pero serían explotadas por Diego García de Xaramillo a partir de 1534. Por esta razón Zompanco, como se le llamaba a la población, fue cambiado de nombre a Zumpango de las Minas. Con la llegada de los europeos se inician las tareas de la evangelización y se ordena la construcción de una iglesia católica en los años 30 del siglo XVI, en el lugar conocido actualmente como la Alameda José Ma. Bernal. Sin embargo, es derribada por el sismo de 1833. Para el año de 1842 inicia la construcción del nuevo templo católico, siendo inaugurado un 2 de febrero de 1847, dando con esto inicio a la tradicional Feria de la Candelaria.

### México independiente

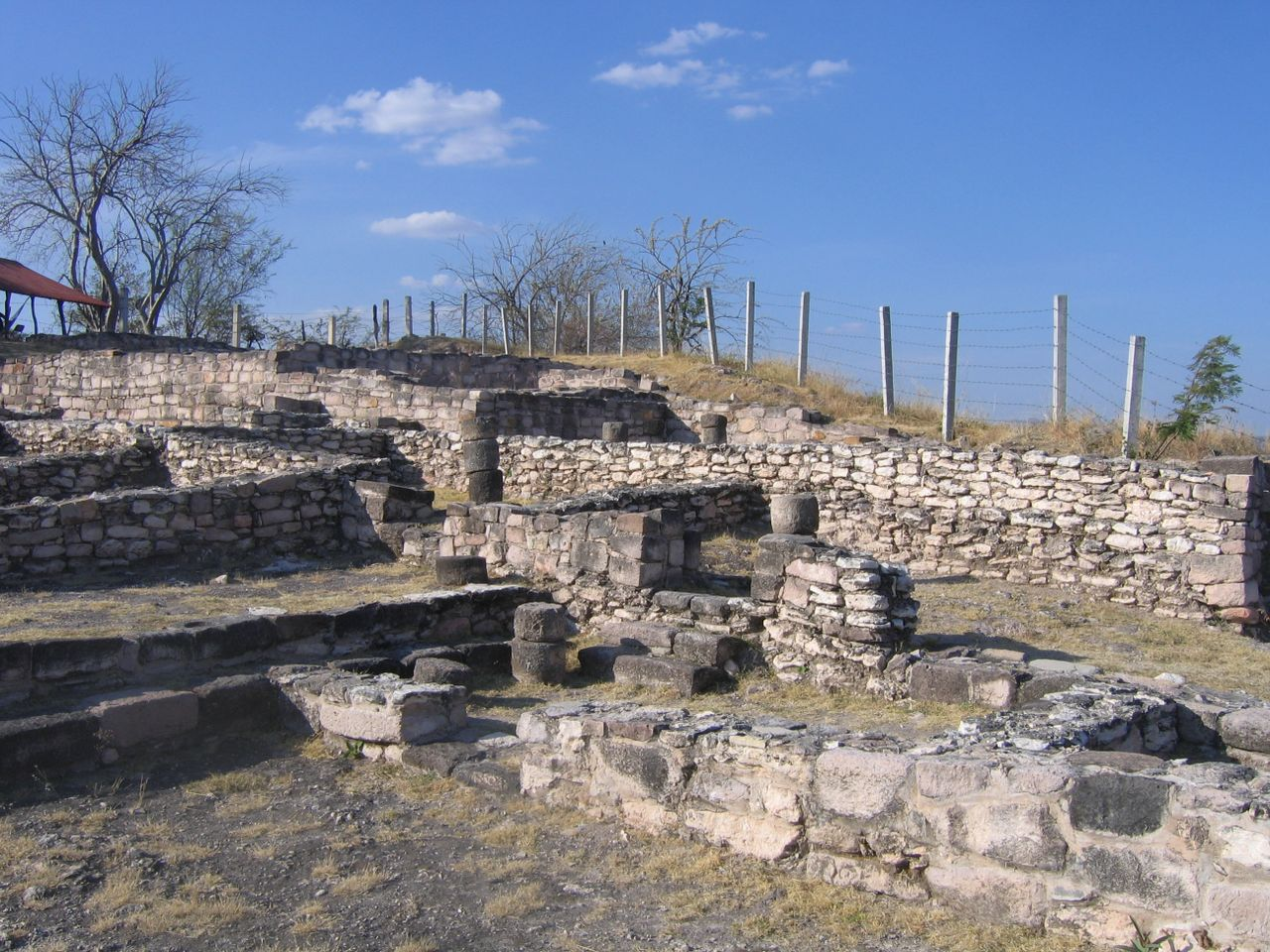
Zona arqueológica de Xochipala.

Por acuerdo del Congreso de Anáhuac, Zumpango quedó totalmente incluido dentro de su jurisdicción, esto en el año 1811, al crearse la provincia de Técpan y lo mismo sucedió en 1821, al crearse la Capitanía General del Sur, al consumarse la Independencia e instaurarse la Monarquía por Agustín de Iturbide. 
Hubo batallas en Zumpango por la guerra de Independencia, como en 1814 las fuerzas insurgentes del general Víctor Bravo fueron derrotadas en Zumpango por el realista Gabriel de Armijio y en el mes de marzo del mismo año, fue derrotado en Zumpango el general Antonio López de Santa Anna, por Faustino Villalba subordinado de Juan N. Álvarez. Cercó una parte de su territorio para la conformación del municipio Leonardo Bravo
Aunque hay muy poco material bibliográfico se puede afirmar que en el año de 1837 un terremoto destruyó el antiguo templo con ubicación donde hoy está la Alameda, lo cual obligó a las autoridades a buscar una nueva ubicación para un nuevo templo más bonito. En aquellos años Zumpango pertenecía al Estado de México por lo que layuda llegó muy rápido, la iglesia quedó terminada en 1847 luego de cinco años de construcción. Si se observa muy bien, es una copia en pequeño de la catedral de Guadalajara, ya que de esta ciudad fue contratado un alarife para hacer la edificación. Fue el 2 de febrero cuando la iglesia quedó terminada, por lo mismo año con año se celebra ese día la Feria de la Candelaria.

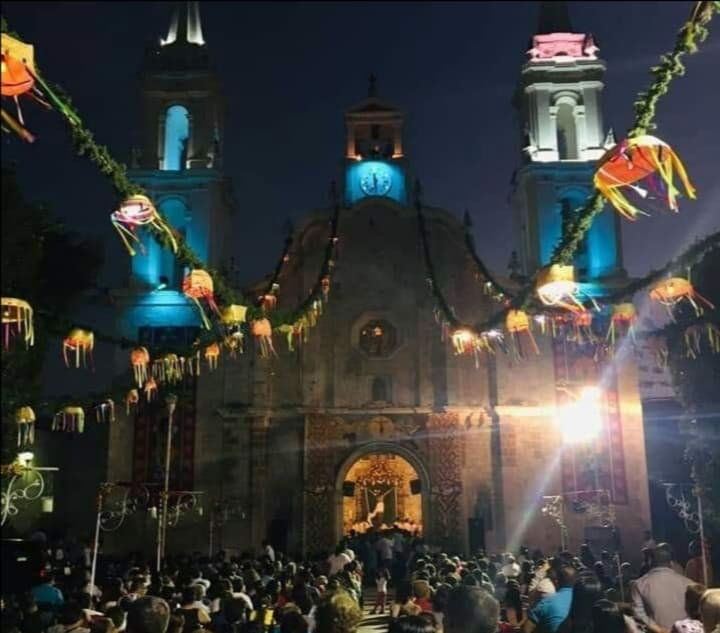
La parroquia del señor Santiago Apóstol de noche, terminada de construir en el año de 1847.

### SigloXIX
Desde la segunda mitad del siglo XIX la zona sur del país fue azotado por diversas epidemias como las de la viruela, cólera morbus, tifoidea, o fiebre amarilla. Otras versiones cuentan que fue la llamada peste negra y azotó en Zumpango del Río, calculándose un número víctimas cercanos a los 800, una cuarta parte de la población en ese entonces. Con esta terrible epidemia, los zumpangueños solicitaron a las autoridades religiosas de Chilpancingo que les prestaran al Señor de las Misericordias (que es un Cristo de madera muy milagroso encontrado en un paraje cercano a la capital Chilpancingo), fieles a la religión católica para aplacar el mal de la epidemia. La enorme fe del pueblo solicitó al Cristo la salud y así les fue dada. La peste se acabó y se llegó a un acuerdo entre las autoridades religiosas para que el Señor de las Misericordias, que había hecho el milagro, se quedara en el pueblo.
Hacia 1889 llega a quien se le conoce como Don Jacobo Harrotian, junto con su esposa Benita Sánchez Moctezuma y su hijo Elías. Se dice administrador de la mina La Delfina; ubicada entre Zumpango del Río y Chichihualco; pasado poco tiempo adquieren diversas tierras e instala un Beneficio Minero, adquiriendo un gran capital económico, influyendo en la vida política, social y económica tanto de Zumpango del Río como del resto del Estado de Guerrero, participa de manera sobresaliente en la Revolución, su participación permite ganar la batalla de Iguala para la causa Maderista, durante su régimen ostento varios cargos, siempre de la mano del Gral. Juan Andreu Almazan, apoyó a Victoriano Huerta, participa en la Batalla de Zacatecas como General Brigadier, a raíz de este apoyo y ante la posibilidad de un ataque sobre Zumpango del Río, abandona la plaza que lo llevaría a perder todos sus negocios, Zumpango del Río y el Estado de Guerrero mucho le debe ya que sus intervenciones han trascendido de manera importante. Entre otras obras destacan, la introducción del agua, la construcción del cementerio y su capilla, la construcción con sus propios recursos de parte de la carretera Iguala-Chilpancingo,  fueron innumerables actos de filantropìa de quien se reconoce ahora como Armenio y con su verdadero nombre Jacobo Harootian, Su vivienda particular fue el edificio en el que funcionaba el Ayuntamiento municipal y que a partir del 18 de diciembre de 2016, se convirtió en el centro cultural que lleva su nombre. Como parte del reconocimiento que la sociedad le hace por su legado.

### SigloXX
Se menciona este lugar en los documentos de la nación como lugar de batalla entre tropas zapatistas y carranzistas, ganan los carranzistas y en la que participa el general Heliodoro Castillo, perdiendo este último la vida un 17 de marzo de 1917, la leyenda cuenta que Heliodoro Castillo, al ver herido a su caballo El Encanto prefirió suicidarse para no caer en manos de sus enemigos. en la época contemporánea no se destaca demasiado pues la población tuvo problemas de crecimiento tanto demográfico como económico que con el paso de los años se ha ido transformando en un "pueblo" grande con ambiente como de una ciudad urbana, todo este cambio se debe a la cercanía de la ciudad capital que ha sido fuente de ingresos y empleo a gran parte de la ciudadanía, se puede decir que ha destacado y ha aceptado las épocas de cambio, ha perdido el sabor rancio y colonial junto con el ambiente del siglo XX para convertirse en una población siglo XXI. En 1987 cambió el nombre del municipio a Eduardo Neri por acuerdo del Congreso estatal.

### SigloXXI
El 10 de diciembre de 2011, la ciudad de Zumpango fue epicentro de un terremoto de 6.8 grados en la Escala de Richter saliendo semi-ilesa de la catástrofe. También salió ilesa del Huracán Carlota que pasó por la ciudad el sábado 15 de junio como un huracán de categoría 2.

## Geografía
Se ubica por arriba de los 1,000 metros sobre el nivel del mar, aumentando su altitud hacia el sur, donde llega a alcanzar los 1,200 y cerca de los 1,400 en sus límites con Chilpancingo. Hacia el norte desciende la altitud cerca del cañón del Zopilote, hacia el oeste y suroeste se ubican grandes elevaciones de la Sierra Madre del Sur. La zona urbana crece sobre zonas planas y semiplanas, en las que anteriormente cruzaba el río Tetelzin proveniente de los manantiales de La Ciénega. Actualmente la mancha urbana ha invadido los Cerros de la Guadalupe y del Tepetlayo y está creciendo hacia el sur.

### Clima
Según INEGI, posee un clima seco con lluvias en verano, esto debido a que su altitud supera los 1,000 metros sobre el nivel del mar, por lo que su temperatura media anual ronda los 24 °C, aunque hacia el sur es más fresco por el aumento de altitud, llegando a disminuir de 1° a 2 °C más que hacia el norte. Sus veranos son calurosos y lluviosos, mientras que sus inviernos son templados y secos. Su temperatura máxima histórica fue de 44 grados, registrada un 26 de mayo de 1988. Y la mínima absoluta fue de 1 °C el 25 de enero de 1984. 
La primavera es muy calurosa con temperaturas máximas de hasta 35 °C, esto debido a la escasez de nubosidad y las horas de insolación que reciben los días de la estación. La aridez genera gran amplitud térmica diaria, teniendo mínimas de 16° a 19 °C y máximas que algunos días llegan a rozar los 40 °C.
El verano es caluroso, pero no tanto como en la primavera, gracias a que las lluvias y la nubosidad refrescan un poco las temperaturas. Generalmente van de 30 a 33 °C las máximas y de 17° a 22 °C las mínimas.
Durante el otoño, el temporal de lluvias termina en octubre, y el clima se va volviendo menos cálido llegando a sentirse fresco en las mañanas y suave por las noches. Las temperaturas van de los 28° a 32 °C las máximas y con mínimas de 14° a 17 °C. Las masas de aire polar que logran llegar hasta el centro del estado de Guerrero se presentan desde el mes de noviembre por lo que pueden hacer bajar las temperaturas mucho más que los registros de media mínima.
El invierno es templado, aunque depende mucho de los fenómenos de Oscilación del Sur, si es Niño o Niña, y de la Oscilación Ártica en mayor medida. Las temperaturas máximas tienen una media de 28-29 °C después del mediodía, y el amanecer puede variar desde los 12° hasta 15 °C. Sin embargo, cuando es afectado por masas de aire polar seco o una gota fría, la temperatura puede no subir de 25° o bajar hasta los 7-9 °C. Por lo general no se presentan heladas, a excepción de muy raras ocasiones como la mínima histórica que fue de 1 grado.
| Parámetros climáticos promedio de Zumpango del Río (1 080 m s. n. m.) (Normales Climatológicas 1981-2010) (Máximas y Mínimas Absolutas (1951-2010)) | Parámetros climáticos promedio de Zumpango del Río (1 080 m s. n. m.) (Normales Climatológicas 1981-2010) (Máximas y Mínimas Absolutas (1951-2010)) | Parámetros climáticos promedio de Zumpango del Río (1 080 m s. n. m.) (Normales Climatológicas 1981-2010) (Máximas y Mínimas Absolutas (1951-2010)) | Parámetros climáticos promedio de Zumpango del Río (1 080 m s. n. m.) (Normales Climatológicas 1981-2010) (Máximas y Mínimas Absolutas (1951-2010)) | Parámetros climáticos promedio de Zumpango del Río (1 080 m s. n. m.) (Normales Climatológicas 1981-2010) (Máximas y Mínimas Absolutas (1951-2010)) | Parámetros climáticos promedio de Zumpango del Río (1 080 m s. n. m.) (Normales Climatológicas 1981-2010) (Máximas y Mínimas Absolutas (1951-2010)) | Parámetros climáticos promedio de Zumpango del Río (1 080 m s. n. m.) (Normales Climatológicas 1981-2010) (Máximas y Mínimas Absolutas (1951-2010)) | Parámetros climáticos promedio de Zumpango del Río (1 080 m s. n. m.) (Normales Climatológicas 1981-2010) (Máximas y Mínimas Absolutas (1951-2010)) | Parámetros climáticos promedio de Zumpango del Río (1 080 m s. n. m.) (Normales Climatológicas 1981-2010) (Máximas y Mínimas Absolutas (1951-2010)) | Parámetros climáticos promedio de Zumpango del Río (1 080 m s. n. m.) (Normales Climatológicas 1981-2010) (Máximas y Mínimas Absolutas (1951-2010)) | Parámetros climáticos promedio de Zumpango del Río (1 080 m s. n. m.) (Normales Climatológicas 1981-2010) (Máximas y Mínimas Absolutas (1951-2010)) | Parámetros climáticos promedio de Zumpango del Río (1 080 m s. n. m.) (Normales Climatológicas 1981-2010) (Máximas y Mínimas Absolutas (1951-2010)) | Parámetros climáticos promedio de Zumpango del Río (1 080 m s. n. m.) (Normales Climatológicas 1981-2010) (Máximas y Mínimas Absolutas (1951-2010)) | Parámetros climáticos promedio de Zumpango del Río (1 080 m s. n. m.) (Normales Climatológicas 1981-2010) (Máximas y Mínimas Absolutas (1951-2010)) |
| Mes | Ene. | Feb. | Mar. | Abr. | May. | Jun. | Jul. | Ago. | Sep. | Oct. | Nov. | Dic. | Anual |
| --- | --- | --- | --- | --- | --- | --- | --- | --- | --- | --- | --- | --- | --- |
| Temp. máx. abs. (°C) | 34.0 | 37.0 | 40.0 | 42.0 | 44.0 | 42.0 | 41.0 | 41.0 | 36.0 | 36.0 | 39.0 | 35.0 | 44.0 |
| Temp. máx. media (°C) | 28.4 | 31.8 | 34.4 | 36.3 | 35.9 | 33.1 | 32.0 | 32.0 | 30.7 | 30.8 | 30.1 | 29.1 | 32.1 |
| Temp. media (°C) | 21.1 | 23.5 | 25.8 | 27.7 | 28.1 | 26.2 | 25.2 | 25.3 | 24.2 | 24.1 | 22.3 | 21.2 | 24.5 |
| Temp. mín. media (°C) | 13.8 | 15.2 | 17.5 | 19.2 | 20.3 | 19.4 | 18.4 | 18.6 | 18.0 | 17.5 | 14.8 | 13.6 | 17.2 |
| Temp. mín. abs. (°C) | 1.0 | 8.0 | 11.0 | 13.0 | 14.0 | 10.0 | 11.0 | 10.0 | 14.0 | 12.0 | 7.0 | 2.0 | 1.0 |
| Precipitación total (mm) | 11.4 | 8.4 | 5.5 | 7.6 | 45.7 | 127.0 | 149.8 | 152.3 | 132.2 | 61.0 | 18.0 | 8.3 | 727.2 |
| Días de precipitaciones (≥ 1 mm) | 1.2 | 0.8 | 0.6 | 0.9 | 4.1 | 13.4 | 16.9 | 16.5 | 16.1 | 6.7 | 1.7 | 0.8 | 77.5 |
| Fuente: SMN Conagua Actualizado el 21 de enero del 2021.                                                                                            | | | | | | | | | | | | | |

### Flora y fauna
La flora se compone principalmente por la selva baja caducifolia y sabana, con muy pocos ejemplares de bosque. Los más encontrados por variedad son: el Guamúchil, Bursera linanoe, Parota, Amate, Guaje, Huizache, Casuarina, Cazahuate, Ceiba, Sahuaro, Pochote, Encino y Roble.
| Flora de Zumpango del Río |          |        |
|                           |          |        |
| Cazahuate                 | Huizache | Cactus |
|                           |          |        |
| Amate                     | Linaloe  | Nopal  |
|                           |          |        |
| Guaje                     | Ceiba    | Pinos  |

## Gobierno
Actualmente el gobierno de Zumpango del Río está compuesto por
- Presidente municipal, representado por Sara Salinas Bravo, por el Partido Del Trabajo  para el periodo 2024-2027.[16]
- Síndico procurador de Justicia
- Secretaría general
- 8 regidores
  - Regidor de Desarrollo Social
  - Regidor de Juventud y Asuntos Indígenas
  - Regidor de Comercio, Fomento al empleo
  - Regidor de Equidad de Género
  - Regidora de Atención al Migrante
  - Regidor de Cultura, Recreación y Espectáculos
  - Regidor de Educación y Deporte
  - Regidora de Obras Públicas

### Representación legislativa
Para la elección de los Diputados locales al Congreso del Estado de Guerrero y de los Diputados federales a la Cámara de Diputados de México, Iguala de la Independencia se encuentra integrado en los siguientes distritos electorales:

#### Local
| Distrito                                | Cabecera     | Diputado                 | Secciones | Partido | Ref.   |
| --------------------------------------- | ------------ | ------------------------ | --------- | ------- | ------ |
| Distrito electoral local 19 de Guerrero | Eduardo Neri | Olaguer Hernández Flores | 101       |         | [ 17 ] |

## Demografía

### Población
De acuerdo a los resultados que arrojó el II Conteo de Población y Vivienda efectuado por el Instituto Nacional de Estadística y Geografía (INEGI) en 2010, la población de Zumpango del Río era hasta ese año de 22,322 habitantes, de los cuales, 10,808 eran hombres y 11,514 eran mujeres. En el Censo de Población y Vivienda arrojado por el INEGI en el 2020 se descubrió que la ciudad tenía 27,944 habitantes.
Notas
      Fuente:Instituto Nacional de Estadística y Geografía
- Censos de población (1900 - 1990, 2000, 2010 y 2020)[22]
- Conteos de Población (1995 y 2005)[22]

## Cultura

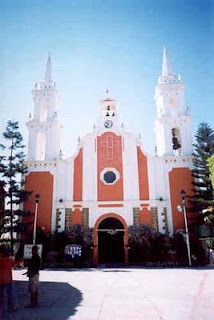
La iglesia de Santiago Apóstol.

### Monumentos históricos y sitios de interés
La ciudad de Zumpango del Río cuenta con algunas edificaciones históricas, las cuales están protegidas en el estado por el Registro Público de Monumentos y Zonas Arqueológicos del INAH, de acuerdo a la Ley Federal sobre Monumentos y Zonas Arqueológicos, Artísticos e Históricos de México.

#### Arquitectura religiosa
Iglesia de Santiago Apóstol, es el principal centro religioso en la ciudad de Zumpango del Río, se venera al Señor de las Misericordias. La iglesia se encuentra en el centro.

#### Monumentos arqueológicos
La Organera Xochipala, formó parte de un sistema de asentamientos con arquitectura de mampostería, distribuidos sobre los filos montañosos que se desprenden de la meseta de Xochipala, los que en conjunto conforman una “ciudad discontinua” de aproximadamente 200 ha. Fue el crisol donde se fundieron numerosas y variadas culturas prehispánicas. A lo largo y ancho de su accidentado territorio se conservan innumerables vestigios arqueológicos de distinta naturaleza y antigüedad.

## Economía

### Agricultura
Se destaca la cosecha de Maíz, jitomate, tomates frijol, maguey y frutas en su mayoría secas. Así mismo cabe señalar la cosecha del bule o guajes que almacenan el agua refrescante, o mezcal con sus diseños tradicionales para colgarlos al hombro y sus tapones para no perder la esencia de su bebida. También abundan los huertos frutales de guayaba, anona, nanche, capulín y vid, con cuyas uvas la población elabora vinos. Sin olvidarse del tradicional mezcal que se elabora a base de Maguey solo o preparado con damiana, queso, chile, nanches y más frutas o hierbas o insectos de la región.

### Ganadería
Se crían y existen varias especies del ganado bovino, Vacuno, porcino y ovino.

### Minería
Existen yacimientos de Carbón, cobre, plata, zinc y azufre. Se sabe que aún se conservan minas de oro alrededor de la ciudad.

### Industrias
- Plantas de gas (2)
- Madererías (3)
- Alfarerías (1)
- Talleres (4)

### Deporte
El deporte más popular en Zumpango del Río es el Fútbol. Otros deportes de importancia son el Basquetbol, Voleibol y el Tenis. Actualmente existe la Unidad Deportiva del PRI, Unidad Deportiva E.T.Z., el auditorio municipal, las Canchas de la Preparatoria #36 y la Cancha de Juquila; como principales centros deportivos, donde se encuentran canchas de futbol, basquetbol, tenis, frontón y voleibol.

## Sitios de interés
En el centro de la ciudad se encuentra la parroquia de Santiago Apóstol, que data del año de 1847, es una de las muestras más grandes y una de las más hermosas del "Herreriano Español" del siglo XIX en Guerrero, en la cual se rinde culto al Señor de las misericordias y es visitada cada 25 de julio por cientos de personas de los alrededores del estado y el país.
La "Casa de Altos"  en donde funcionó hasta el 2016 el Ayuntamiento municipal, convertido en el Centro Cultural Jacobo Harootian, con muestras museográficas de diversos autores y temas. 
Un evento especial y es considerado el más importante de la ciudad es la feria de la "Candelaria" que es celebrada cada 2 de febrero en memoria de la construcción de la preciosa iglesia antes mencionada, otro lugar es la Alameda )"José María Bernal") centro de recreo para los ciudadanos de Zumpango en sus alrededores existen centros de diversión juvenil como "el amate" de San Francisco y la plaza Colosio. Asimismo, se encuentran Unidades Deportivas y capillas que datan del siglo XX que contienen en su interior pinturas de artistas locales.